# Giovanni Dekeyser
Giovanni Dekeyser, né le 10 décembre 1976 à Bruges, est un joueur de football belge, qui évolue comme milieu de terrain au KFC Eeklo. Il est surtout connu pour les six saisons qu'il passe au Cercle de Bruges, disputant notamment une rencontre de Coupe des vainqueurs de coupe.

## Carrière
Giovanni Dekeyser commence sa carrière professionnelle avec le Cercle de Bruges, son club formateur, le 17 août 1996 face à Lommel. Il gagne sa place de titulaire en milieu de terrain, et participe à une rencontre de Coupe des vainqueurs de coupe. En fin de saison, le Cercle est relégué en Division 2, et il décide de rester fidèle aux « vert et noir ».
Dekeyser devient rapidement un des piliers de l'équipe en deuxième division. Il réalise une saison 2000-2001 de haute volée, inscrivant onze buts en championnat. Ses prestations sont récompensées par les supporters, qui lui attribuent le prix du « Pop Poll d'Echte », récompensant le meilleur joueur de la saison au Cercle. Il ne passe pas inaperçu non plus aux yeux des équipes de l'élite, plus particulièrement de l'Antwerp, qui le recrute durant l'été.
Après un bon début de saison avec le club anversois, Giovanni Dekeyser se blesse et perd sa place dans l'entrejeu. En fin de saison, l'entraîneur lui annonce qu'il ne compte plus sur lui, et il choisit alors de retourner au Cercle de Bruges. D'emblée, il retrouve ses marques, et mène son équipe au titre de champion de Division 2 en 2003. Mais il ne goûte pas beaucoup aux joies de la remontée en Division 1, et ne joue aucun match officiel jusqu'en décembre. Il profite alors du mercato hivernal pour quitter le Cercle, et redescend en Division 2, à Deinze. Il reste dans ce club jusqu'en juin 2005, et signe ensuite au KV Ostende, qui évolue également en deuxième division.
Son passage par le club côtier est un échec pour lui, et après une demi-saison, il rejoint le KSV Bornem, en Division 3. Cela ne se passe guère mieux dans le club de la banlieue anversoise, et en fin de saison, il déménage à nouveau, cette fois vers Sint-Eloois-Winkel, un club de Promotion. Dans son nouveau club, Dekeyser est débarrassé des petites blessures récurrentes, et retrouve une place de titulaire. Il joue dans ce club jusqu'en 2009, participant chaque année au tour final pour la montée en Division 3, sans parvenir à la décrocher.
Il rejoint ensuite le KSK Maldegem, en première provinciale. Deux ans plus tard, il prend une part active dans la victoire du club et son retour en nationales. Il n'accompagne pas ses équipiers en Promotion, préférant rester en provinciales. Il signe un contrat au KFC Eeklo, club de deuxième provinciale, en juin 2011.

## Palmarès
- Champion de Division 2 en 2003 avec le Cercle de Bruges
- Lauréat du Pop-Poll d'Echte en 2001

## Statistiques
| Saison                | Club                  | Championnat           | Championnat | Championnat | Coupe nationale | Coupe nationale | Coupe de la Ligue | Coupe de la Ligue | Supercoupe | Supercoupe | Compétition(s) continentale(s) | Compétition(s) continentale(s) | Compétition(s) continentale(s) | Total | Total |
| Saison                | Club                  | Division              | M.          | B.          | M.              | B.              | M.                | B.                | M.         | B.         | Comp.                          | M.                             | B.                             | M.    | B.    |
| 1996-1997             | Cercle Bruges KSV     | Division 1            | 26          | 1           | 1               | 0               | -                 | -                 | 1          | 0          | C2                             | 1                              | 0                              | 29    | 1     |
| 1997-1998             | Cercle Bruges KSV     | Division 2            | 31          | 1           | 3               | 0               | 1                 | 0                 | -          | -          | -                              | -                              | -                              | 35    | 1     |
| 1998-1999             | Cercle Bruges KSV     | Division 2            | 31          | 3           | 3               | 0               | 2                 | 0                 | -          | -          | -                              | -                              | -                              | 36    | 3     |
| 1999-2000             | Cercle Bruges KSV     | Division 2            | 32          | 3           | 1               | 0               | 1                 | 0                 | -          | -          | -                              | -                              | -                              | 34    | 3     |
| 2000-2001             | Cercle Bruges KSV     | Division 2            | 32          | 11          | 5               | 0               | -                 | -                 | -          | -          | -                              | -                              | -                              | 37    | 11    |
| Sous-total            | Sous-total            | Sous-total            | 152         | 19          | 13              | 0               | 4                 | 0                 | 1          | 0          | -                              | 1                              | 0                              | 171   | 19    |
| 2001-2002             | R. Antwerp FC         | Division 1            | 17          | 1           | 1               | 0               | -                 | -                 | -          | -          | -                              | -                              | -                              | 18    | 1     |
| Sous-total            | Sous-total            | Sous-total            | 17          | 1           | 1               | 0               | 0                 | 0                 | 0          | 0          | -                              | 0                              | 0                              | 18    | 1     |
| 2002-2003             | Cercle Bruges KSV     | Division 2            | 30          | 2           | 3               | 0               | -                 | -                 | -          | -          | -                              | -                              | -                              | 33    | 2     |
| 2003-2004             | Cercle Bruges KSV     | Division 2            | 0           | 0           | 0               | 0               | -                 | -                 | -          | -          | -                              | -                              | -                              | 0     | 0     |
| Sous-total            | Sous-total            | Sous-total            | 30          | 2           | 3               | 0               | 0                 | 0                 | 0          | 0          | -                              | 0                              | 0                              | 33    | 2     |
| 2003-2004             | KMSK Deinze           | Division 2            | 14          | 2           | -               | -               | -                 | -                 | -          | -          | -                              | -                              | -                              | 14    | 2     |
| 2004-2005             | KMSK Deinze           | Division 2            | 26          | 2           | -               | -               | -                 | -                 | -          | -          | -                              | -                              | -                              | 26    | 2     |
| Sous-total            | Sous-total            | Sous-total            | 40          | 4           | -               | -               | 0                 | 0                 | 0          | 0          | -                              | 0                              | 0                              | 40    | 4     |
| 2005-2006             | KV Ostende            | Division 2            | 4           | 0           | -               | -               | -                 | -                 | -          | -          | -                              | -                              | -                              | 4     | 0     |
| Sous-total            | Sous-total            | Sous-total            | 4           | 0           | -               | -               | 0                 | 0                 | 0          | 0          | -                              | 0                              | 0                              | 4     | 0     |
| 2005-2006             | KSV Bornem            | Division 3            | 4           | 0           | -               | -               | -                 | -                 | -          | -          | -                              | -                              | -                              | 4     | 0     |
| Sous-total            | Sous-total            | Sous-total            | 4           | 0           | -               | -               | 0                 | 0                 | 0          | 0          | -                              | 0                              | 0                              | 4     | 0     |
| 2006-2007             | Sint-Eloois-Winkel    | Promotion             | 29          | 10          | -               | -               | -                 | -                 | -          | -          | -                              | -                              | -                              | 29    | 10    |
| 2007-2008             | Sint-Eloois-Winkel    | Promotion             | 19          | 2           | -               | -               | -                 | -                 | -          | -          | -                              | -                              | -                              | 19    | 2     |
| 2008-2009             | Sint-Eloois-Winkel    | Promotion             | -           | -           | -               | -               | -                 | -                 | -          | -          | -                              | -                              | -                              | 0     | 0     |
| Sous-total            | Sous-total            | Sous-total            | 48          | 12          | -               | -               | 0                 | 0                 | 0          | 0          | -                              | 0                              | 0                              | 48    | 12    |
| 2009-2010             | KSK Maldegem          | P1 Flandre-Orientale  | -           | -           | -               | -               | -                 | -                 | -          | -          | -                              | -                              | -                              | 0     | 0     |
| 2010-2011             | KSK Maldegem          | P1 Flandre-Orientale  | -           | -           | -               | -               | -                 | -                 | -          | -          | -                              | -                              | -                              | 0     | 0     |
| Sous-total            | Sous-total            | Sous-total            | -           | -           | -               | -               | 0                 | 0                 | 0          | 0          | -                              | 0                              | 0                              | 0     | 0     |
| 2011-2012             | KFC Eeklo             | P2 Flandre-Orientale  | -           | -           | -               | -               | -                 | -                 | -          | -          | -                              | -                              | -                              | 0     | 0     |
| Sous-total            | Sous-total            | Sous-total            | -           | -           | -               | -               | 0                 | 0                 | 0          | 0          | -                              | 0                              | 0                              | 0     | 0     |
| Total sur la carrière | Total sur la carrière | Total sur la carrière | 305         | 38          | 17              | 0               | 4                 | 0                 | 1          | 0          | -                              | 1                              | 0                              | 328   | 38    |

### Sources et liens externes
- (nl) Fiche du joueur sur le site officiel du Cercle Bruges KSV
- (nl) Fiche du joueur sur Cercle Museum
- (nl) Fiche du joueur sur le site des supporters de l'Antwerp FC